# 茅原クレセ
茅原 クレセ（かやはら クレセ、本名非公表、1994年〈平成6年〉 - ）は、日本の漫画家。鳥取県出身。2018年にウェブコミック配信サイト『裏サンデー』『マンガワン』（共に小学館）掲載の『ヒマチの嬢王』でデビュー。『マンガワン』において『星屑の王子様』を連載中（2025年3月現在)。

## 来歴
1994年に鳥取県中部で生まれる。小学校2年生の頃から絵が好きで、漫画家を夢見て育つ。現実の厳しさから医療系の職業を目指して、医療系専門学校へ進学、卒業後には資格も取得する。しかし漫画家への夢をあきらめきれず、両親と相談の上に、2017年に上京する。漫画を描きながら、生活費のためにキャバクラでも働き始める。
『マンガワン』主催の漫画賞「投稿トーナメント」をきっかけに、自身のキャバクラ経験を活かした漫画『ヒマチの嬢王』で、2018年にデビューする。キャバクラを題材としていることのみならず、経営者目線のビジネス漫画としても、幅広い世代からの支持を受ける。
連載を開始した頃に、自身の漫画を紹介するためにTwitter（現：X）を開始する。2021年3月から1日1話のペースで、キャバクラ勤務時代の題材を漫画として投稿し始めたところ、それまで約3000人だったフォロワーが、一気に4.5万人にまで増加し、2022年までに26万人ものフォロワーを集めるまでになる。特に、キャバクラ嬢の源氏名や従業員を題材とした漫画では13万以上の「いいね」を獲得、魅力的な従業員の日常を描く「ガチ萌えしたキャバクラボーイの話」でも3万のリツイート、14万以上の「いいね」を獲得するほどの人気で、話題となる。
2022年からは、ホストクラブの漫画をTwitterに掲載して好評を得たことで、『ヒマチの嬢王』完結後は、ホストクラブを題材としたコメディ漫画『星屑の王子様』の連載を開始、リアル且つシュールでコミカルなホストの描写で話題を呼んでいる。

## 作品リスト
- 『ヒマチの嬢王』小学館〈裏少年サンデーコミックス〉全19巻（『裏サンデー』・『マンガワン』2018年[3] - 2022年11月20日[11]）
  1. 2018年11月19日発売[12][13]、ISBN 978-4-09-128673-4
  2. 2019年2月12日発売[14]、ISBN 978-4-09-128828-8
  3. 2019年6月19日発売[15]、ISBN 978-4-09-129237-7
  4. 2019年11月12日発売[16]、ISBN 978-4-09-129478-4
  5. 2020年3月19日発売[17]、ISBN 978-4-09-850047-5
  6. 2020年6月12日発売[18]、ISBN 978-4-09-850144-1
  7. 2020年10月12日発売[19]、ISBN 978-4-09-850294-3
  8. 2021年1月12日発売[20]、ISBN 978-4-09-850429-9
  9. 2021年4月19日発売[21]、ISBN 978-4-09-850507-4
  10. 2021年8月11日発売[22]、ISBN 978-4-09-850666-8
  11. 2021年12月10日発売[23]、ISBN 978-4-09-850836-5
  12. 2022年3月10日発売[24]、ISBN 978-4-09-851025-2
  13. 2022年4月12日発売[25]、ISBN 978-4-09-851072-6
  14. 2022年5月12日発売[26]、ISBN 978-4-09-851105-1
  15. 2022年6月17日発売[27]、ISBN 978-4-09-851163-1
  16. 2022年7月12日発売[28]、ISBN 978-4-09-851192-1
  17. 2022年10月19日発売[29]、ISBN 978-4-09-851339-0
  18. 2022年12月12日発売[30]、ISBN 978-4-09-851445-8
  19. 2023年3月10日発売[31]、ISBN 978-4-09-851700-8
- 『星屑の王子様』小学館〈裏少年サンデーコミックス〉既刊8巻（『マンガワン』2022年12月29日[32] - 連載中）
  1. 2023年5月12日発売[33][34]、ISBN 978-4-09-852075-6
  2. 2023年9月12日発売[35]、ISBN 978-4-09-852826-4
  3. 2023年12月19日発売[36]、ISBN 978-4-09-853062-5
  4. 2024年4月18日発売[37][38]、ISBN 978-4-09-853208-7
  5. 2024年8月19日発売[39]、ISBN 978-4-09-853530-9
  6. 2024年11月19日発売[40]、ISBN 978-4-09-853705-1
  7. 2025年4月17日発売[41]、ISBN 978-4-09-854072-3
  8. 2025年8月19日発売[42]、ISBN 978-4-09-854197-3